# 錢允燦
錢允燦（1554年—1616年），字汝晦，號泰宇，山東東昌府冠县匠籍，明朝政治人物。

## 生平
萬曆十六年（1588年）戊子科山東乡试第十一名举人，萬曆二十六年（1598年）戊戌科進士，大理寺觀政，授任任丘知县，二十九年調舒城县，以循吏稱。连丁父、母憂，服除，三十七年補武清知县，未赴任，本年升遷户部主事，督運大通橋，三十九年升郎中，陕西甘固管粮，四十一年养病。歸二年病疽卒。生于嘉靖三十三年甲寅（1554年）十二月二十一日，卒萬曆四十四年丙辰（1616年）六月二十六日，寿六十有三。

## 家族
其先由河南固始徙居冠县，曾祖钱辂。祖父钱继先。父钱楷，嘉靖四十四年進士。母王氏，累封恭人。
生六子：錢基，太學生，娶鞠氏；錢垍，諸生，娶左谕德公鼐女；錢坃，娶知縣于天經女；錢埏，娶馆陶人副使姚鉉女；錢埴，娶生员汪慎修女；錢堉，聘臨清人南京監察御史柳佐女。